# Hervormde Kerk (Westwoud)
De Hervormde Kerk te Westwoud, gemeente Drechterland, is een kerkgebouw in eclectische bouwstijl uit het derde kwart van de 19e eeuw. De kerk is een opvolger van het zogenaamde "Heidens Kerkje", dat een stuk noordwestelijker heeft gestaan en waar nu de algemene begraafplaats ligt. De kerk is ontworpen door A.T. van Wijngaarden en werd opgeleverd in 1875.

## Geschiedenis
Na de bouw van de imposante katholieke Martinuskerk (1849) wilden de hervormden in Westwoud zich krachtiger presenteren. Er werd geopperd te onderzoeken of de oude hervormde kerk uit 1333 kon fuseren met de kerk van de Binnenwijzend, om een nieuwe kerk in Westwoud op te trekken. De leden van de Binnenwijzend konden zich echter niet in die plannen vinden. Na een periode van 20 jaar kwam de kerkvoogdij in 1871 alsnog tot de conclusie dat de oude kerk niet langer viel te repareren of restaureren. De 4000 gulden die moest worden ingelegd om het gebouw weer enig aanzien te verschaffen, kon beter geïnvesteerd worden in een nieuwe kerk. Het bestuur besloot daarom in mei 1874 een nieuwe kerk te laten bouwen voor het bedrag van ƒ 26.000. Op 9 april 1875 werd de eerste steen gelegd en aan het einde van hetzelfde jaar werd de kerk in gebruik genomen.

## Architectuur

### Exterieur
De fraaie eenbeukige kerk, met een fronttoren op het noorden, staat loodrecht op de Dr. Nuyensstraat, middenin het dorp. In rode baksteen opgetrokken wordt de kerk vanbuiten sober versierd door enige classicistische en neogotische elementen. Zo bevinden zich aan weerszijden van de deur twee bakstenen zuilen en doet het raamwerk gotisch aan. Net als de nabije katholieke kerk is de toren opgebouwd uit twee vierkante geledingen met een houten bekroning, waarin zich een luidklok uit 1684 bevindt van de hand van klokkengieter Claudy Fremy (∅ 93 cm). Het mechanisch uurwerk is van Van Bergen (1875). De twee torens van de katholieke en protestantse kerk staan zij aan zij in het Westfriese landschap en zijn van grote situationele waarde.

### Interieur
De narthex met geornamenteerd plafond is gescheiden van het schip door middel van een tussenwand. De trap recht bij binnenkomst leidt naar het orgelbalkon. Een aantal rijen van groen geschilderde banken staan op de houten vloer in de eigenlijke kerk, richting kansel wordt de resterende ruimte grotendeels opgevuld door stoelen. De muren zijn witgepleisterd en het gestucte plafond (eveneens wit) bestaat uit vier opengewerkte rozetten.

### Het Van Dam-orgel
Na de oplevering eind 1875 had de kerk de eerste zes jaar geen orgel, maar in 1881 werd een bestelling gedaan bij de firma Van Dam in Leeuwarden om voor ƒ 4.000 een nieuw orgel te plaatsen. Van Dam bouwde het orgel in 1883. Het beschikt over 17 registers, twee manualen en aangehangen pedaal. Het orgelfront is vijfdelig. De balustrade leunt op de tussenwand en is daarvan gescheiden door middel van een marmeren kroonlijst. Het balkon zelf is opgebouwd uit houten panelen.